# سنگی‌برجان
سنگی‌بُرجان (نام علمی: Turrilitidae) نام یک خانواده از بالاخانواده سنگی‌برج‌واران است.